# Bulbophyllum cochlioides
Bulbophyllum cochlioides är en orkidéart som beskrevs av Johannes Jacobus Smith. Bulbophyllum cochlioides ingår i släktet Bulbophyllum och familjen orkidéer. Inga underarter finns listade i Catalogue of Life.